# 2915 Moskvina
2915 Moskvina este un asteroid din centura principală, descoperit pe 22 august 1977 de Nikolai Cernîh.